# (10090) Сикорский
(10090) Сикорский (лат. Sikorsky) — типичный астероид главного пояса, открыт 13 октября 1990 года советскими астрономами Людмилой Карачкиной и Галиной Кастель в Крымской астрофизической обсерватории и 23 мая 2000 года назван в честь авиаконструктора Игоря Сикорского.

## Обнаружение и именование
(10090) Сикорский
Открыт 13 октября 1990 года в Крымской астрофизической обсерватории Л. Г. Карачкиной и Г. Р. Кастель.
Родившийся в России авиаконструктор Игорь Иванович Сикорский (1889—1972) построил и полетал на первых многомоторных самолётах. В 1919 году он эмигрировал в США и создал около 15 различных типов самолётов. Его вертолёты первыми перелетели Атлантический и Тихий океаны.
Оригинальный текст (англ.)10090 Sikorsky
Discovered 1990 Oct. 13 by L. G. Karachkina and G. R. Kastel' at the Crimean Astrophysical Observatory.
Born in Russia, aircraft designer Igor' Ivanovich Sikorsky (1889—1972) built and flew the first multimotored airplanes. In 1919 he emigrated to the U.S. and created some 15 different types of aircraft. His helicopters were the first to fly across the Atlantic and Pacific oceans.
Источники: 20000523/MPCPages.arc; M.P.C. 40704.

## Орбита

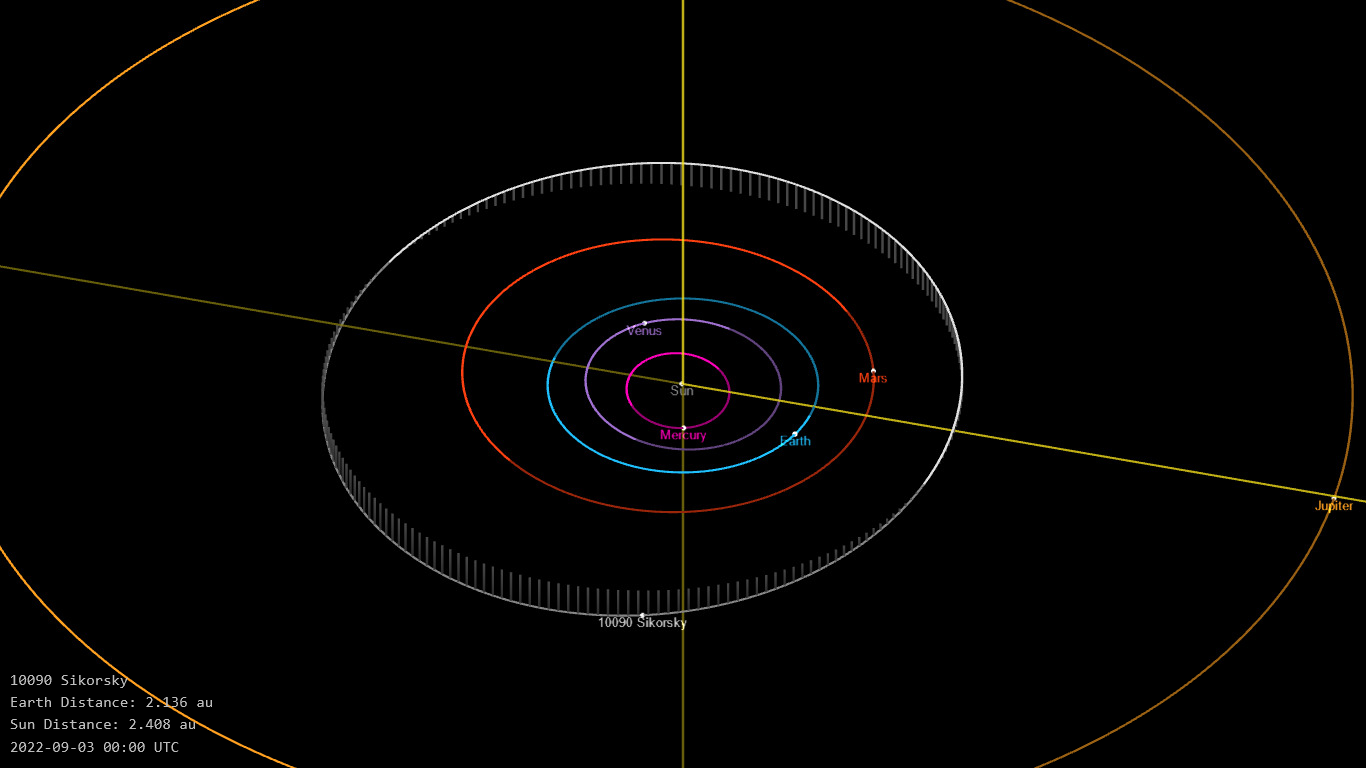
Орбита астероида Сикорский и его положение в Солнечной системе

## Физические характеристики
Астероид относится к таксономическому классу C.
По результатам исследования FOSSIL phase I survey в рамках программы Subaru/Hyper Suprime-Cam intensive program диаметр астероида оценивался равным 2,50±0,20 км. Согласно тому же источнику альбедо оценивается как 0,05±0,03.